# Frederic de Dohna
Frederic de Dohna (en alemany Friedrich von Dohna) va néixer a Kostrzyn (Polònia) el 1621 i va morir a la ciutat suïssa de Lutry el 27 de març de 1688. Era un noble d'origen polonès fill de Cristòfol II de Dohna (1583-1637) i d'Úrsula de Solms-Braunfels (1594-1657).

## Matrimoni i fills
El 29 d'octubre de 1656 es va casar a la població francesa de Pont de Vesle amb Esperança de Puy Montbrun-Ferrassierres (1638-1690), filla del marquès Joan III de Puy (1597-1670) i d'Antonieta de Pointsant (1599-1654). El matrimoni va tenir els següents fills:
- Enriqueta Amàlia (1658-1707), casada amb Juli Enric de Friesen (1657-1706).
- Luïsa Enriqueta (1660-1716, casada amb Frederic Cristòfol de Dohna-Carwiden (1664-1727).
- Alexandre (1661-1728), casat amb Amàlia de Dohna-Carwinden (1661-1724).
- Enriqueta Úrsula (1663-1712), casada amb Ferran Cristià de Lippe-Detmold (1668-1724).
- Cristòfol (1665-1733), casada amb Frederica Maria de Dohna (1660-1729).
- Esperança (1668-1729).
- Joan Frederic (1663-1712, casat primer amb Helen McCarthy (1671-1698) i després amb Albertina Enriqueta de Bylandt (1673-1725).
- Sofia Albertina (1674-1748), casada amb Enric Guillem de Solms-Wildenfels (1675-1741.